# Katianna ruberoculata
Katianna ruberoculata är en urinsektsart. Katianna ruberoculata ingår i släktet Katianna och familjen Katiannidae.

## Underarter
Arten delas in i följande underarter:
- K. r. reducta
- K. r. ruberoculata